# Десятинный монастырь
Десяти́нный монастырь — недействующий, в прошлом женский второклассный монастырь Русской православной церкви в Великом Новгороде. Расположен в Людином конце, к югу от Прусской улицы. Примыкает к линии вала Окольного города.
До сих пор нет единого мнения, почему монастырь называется именно так. Хотя известно, что первый каменный храм, построенный в Киеве почти сразу после крещения Руси, назывался Десятинная церковь. Возможно, название монастыря связано с тем, что он был построен на княжеской земле — «десятине».

## История
Первое упоминание о монастыре в новгородской летописи относится к 1327 году: «постави церковь святой Богородицы Рождество Архиепископ Моисей в Десятине». В 1397 году новгородский посадник Исак Онкифов возводит новый храм Рождества Богородицы. В 1413 году Иван Морозов возводит в монастыре ещё одну каменную церковь Иоанна Предтечи. Постепенно возникают другие постройки — каменные кельи-стены, часовня, трапезная, квасовня. В 1809 году строится каменная колокольня, венчающая собой весь монастырский комплекс. В 1903 году она была полностью перестроена и в таком виде сохранилась до наших дней. После 1820 года в монастыре была также построена кладбищенская церковь Всех Святых.
С Десятинным монастырём связана самая известная новгородская легенда. Существует предположение, что он был основан в первой половине XIII века княгиней Феодосией Мстиславовной, в монашестве — Евфросиньей, матерью Александра Невского, в честь «чудесного избавления от нашествия суздальцев в 1170 году».

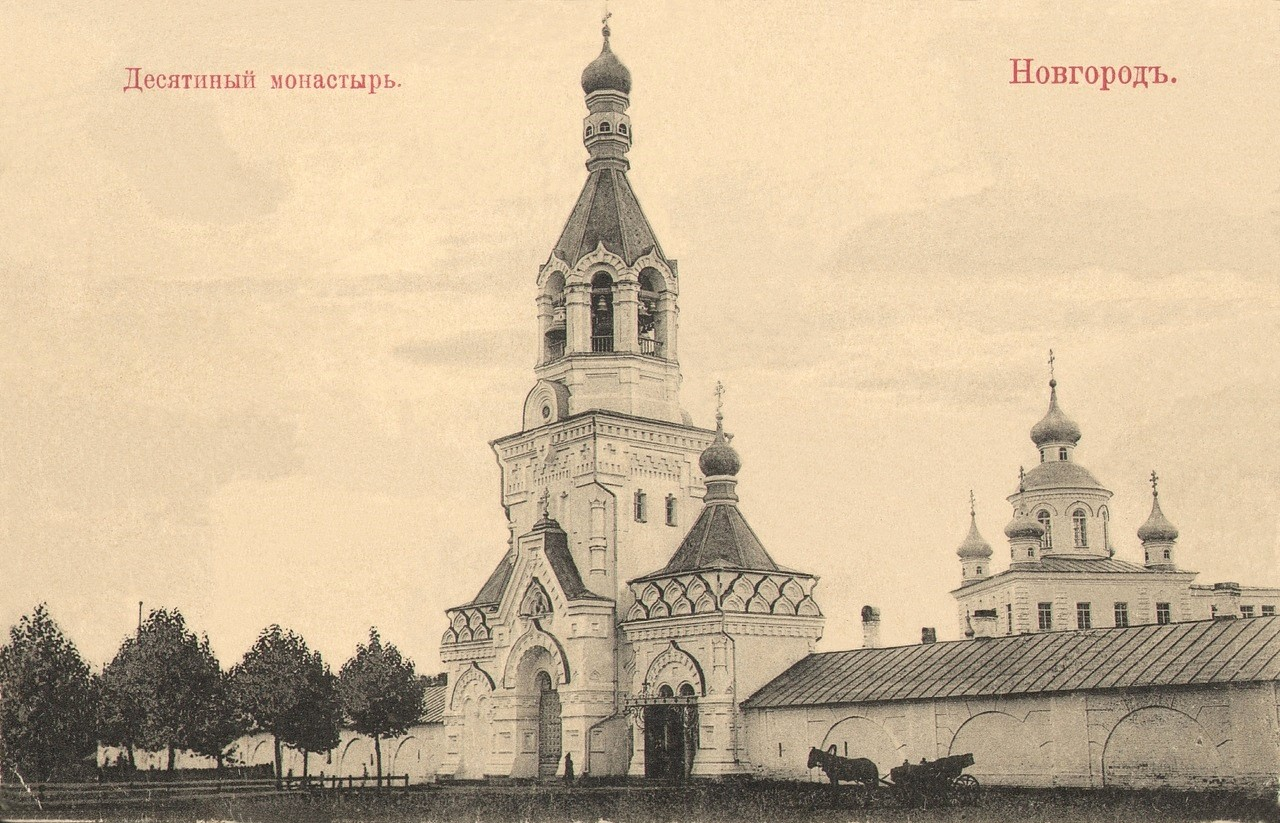
Десятинный монастырь на начало XX века

«С большим войском они пришли к городу … Новгородцы, увидев большое число осаждавших, упали духом, силы их истощались, сильно скорбели и смущались они, ниоткуда не ожидая помощи, — только у Бога просили милости и надеялись на молитвы святого архиерея». Согласно легенде, архиепископ Иоанн во время молитвы услышал голос «Иди в церковь Господа Иисуса Христа, что на Ильинской улице, возьми образ Пречистой Богородицы и вынеси его на городские стены против врагов; тотчас тогда увидишь спасение городу». Так он и поступил — вынес икону Божией Матери «Знамение» на городскую стену напротив Десятинного монастыря. Одна из суздальских стрел угодила в образ Богородицы, от чего из её глаз потекли слезы. «На неприятелей напал страх, тьма покрыла их — и они начали убивать друг друга». Новгородская дружина довела дело до конца.
Эпизод нашествия суздальцев — самый излюбленный в новгородском эпосе, а икона Божьей Матери «Знамение» — наиболее почитаема в среде верующих. Сейчас она находится в Софийском соборе. Доступ к ней открыт.
Монастырь пострадал в годы шведской оккупации Новгорода 1611—1617 гг., после которой в нём осталась только Рождественская церковь.

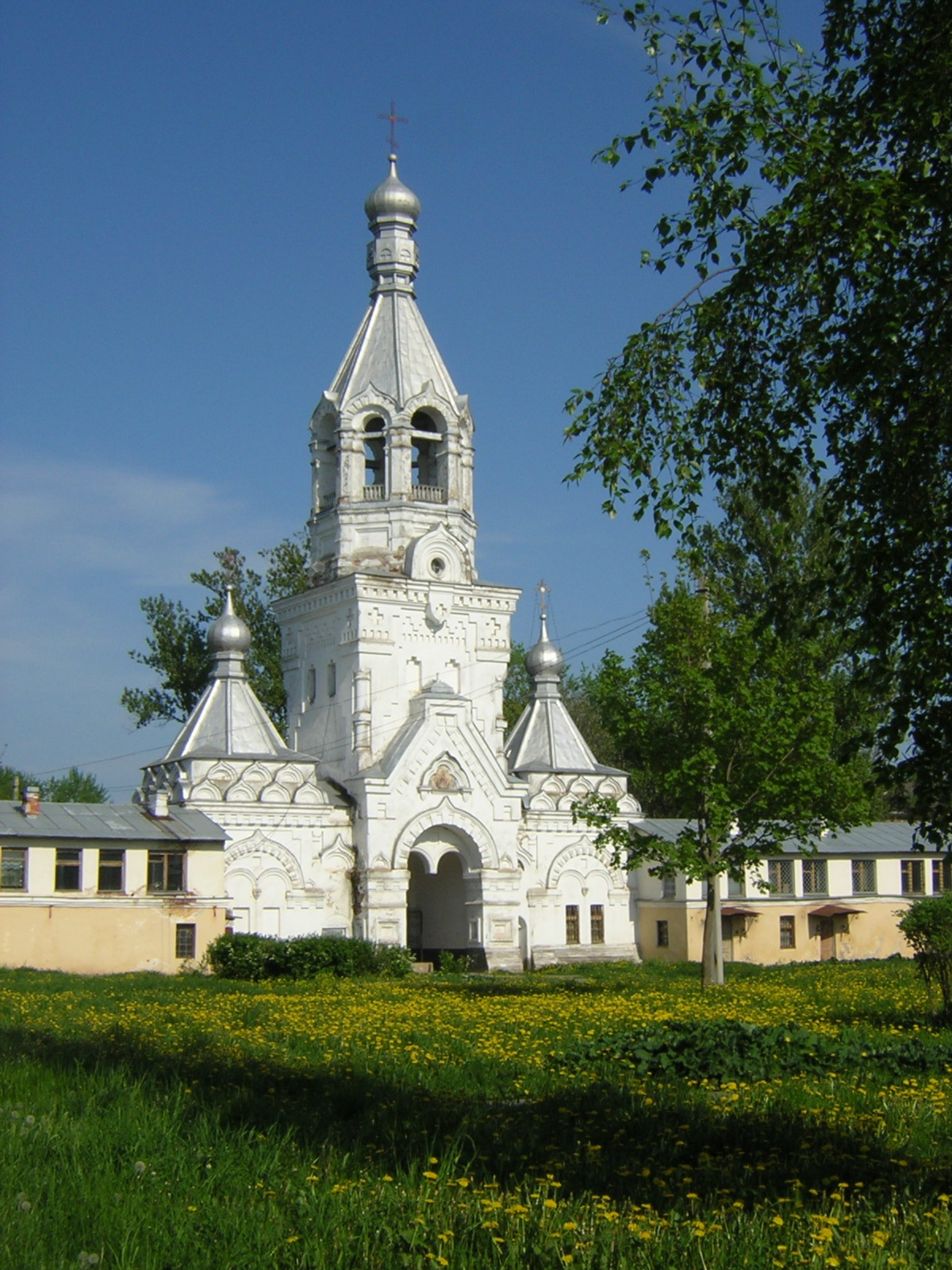
Колокольня Десятинного монастыря в Великом Новгороде

В 1809 году в монастыре была похоронена Параша Сибирячка.

## Советское время

Собор Рождества Богородицы в 1945 году

С 1918 года в монастыре расположилось Новгородское ГубЧК и Новгородский отдел ОГПУ. Подвал Рождественского собора был приспособлен под камеры для арестованных, настоятельский корпус — под клуб чекистов. В 1929 году была снесена кладбищенская церковь Всех Святых и уничтожено монастырское кладбище.
Собор Рождества Богородицы (1397 год) получил серьёзные повреждения во время Великой Отечественной войны, однако сохранил купол и местами разрушенные стены. В середине 1950-х годов он был снесён и разобран на кирпич.
Реставрация монастыря проводилась в 1970—1980-е годы. Руководила работами архитектор Н. Н. Кузьмина.

## Современное состояние

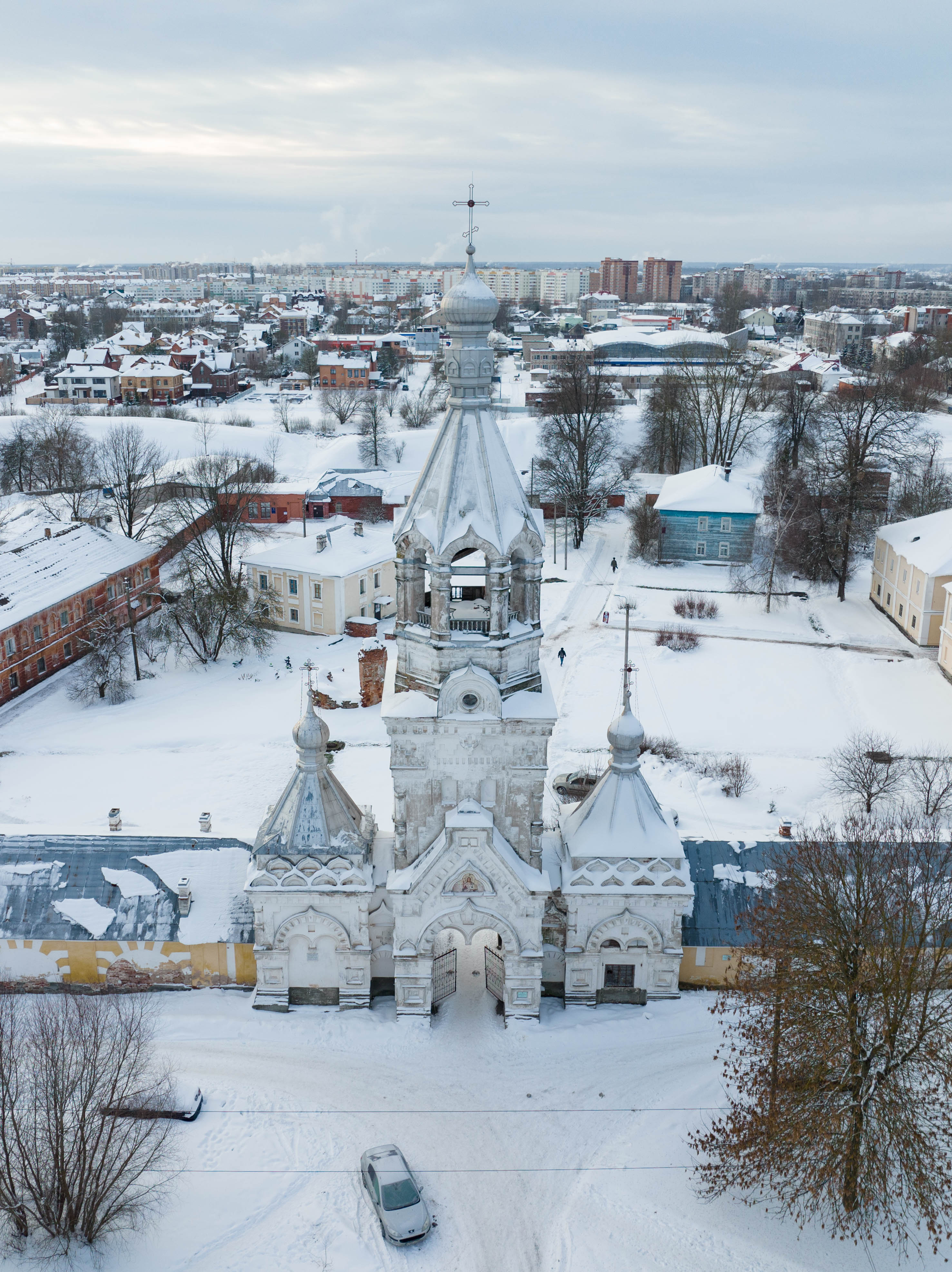
Вид на монастырь с дрона, 2022 год

Монастырь сохранился фрагментарно. Кроме монастырской колокольни сохранились корпуса монастырских помещений и руины храма Рождества Богородицы. В настоящее время в монастыре размещаются:
- Новгородская региональная организация Союза художников России[1]
- Мастерские Новгородского отделения Союза художников России
- В сестринском корпусе Десятинного монастыря находится Государственный музей художественной культуры Новгородской земли, созданный в 2002 году[2][3]